# Moviola
Une moviola ( /ˌ m uː v i ˈ oʊ l ə / ) est un appareil qui permet à un monteur de film de visionner un film pendant le montage. C'était la première machine de montage cinématographique lorsqu'elle a été inventée par Iwan Serrurier en 1924. La société Moviola existe toujours et est située à Hollywood, où une partie de l'installation est située à l'étage d'origine de l'usine Moviola.

## Histoire
Le concept original d'Iwan Serrurier en 1917 pour la moviola était un projecteur de films à domicile destiné à être vendu au grand public. Le nom est dérivé du nom " Victrola " car Serrurier pensait que son invention ferait pour le visionnage de films à domicile ce que le Victrola faisait pour l'écoute de musique à domicile. Cependant, comme la machine coûtait 600 $ en 1920 ( 
7700 $ en 2020), elle ne s'est pas vendue. Un éditeur de la société de Douglas Fairbanks , alors sous contrat avec Triangle Film Corporation et Paramount Pictures, a suggéré qu'Iwan devrait modifier l'appareil pour qu'il soit utilisé par les monteurs de films. Serrurier l'a adapté et la moviola est devenue en 1924 un appareil de montage professionnel, la première moviola ayant été vendue à Douglas Fairbanks lui-même. Une copie du reçu original encadrée est visible dans les locaux de Moviola à Hollywood.

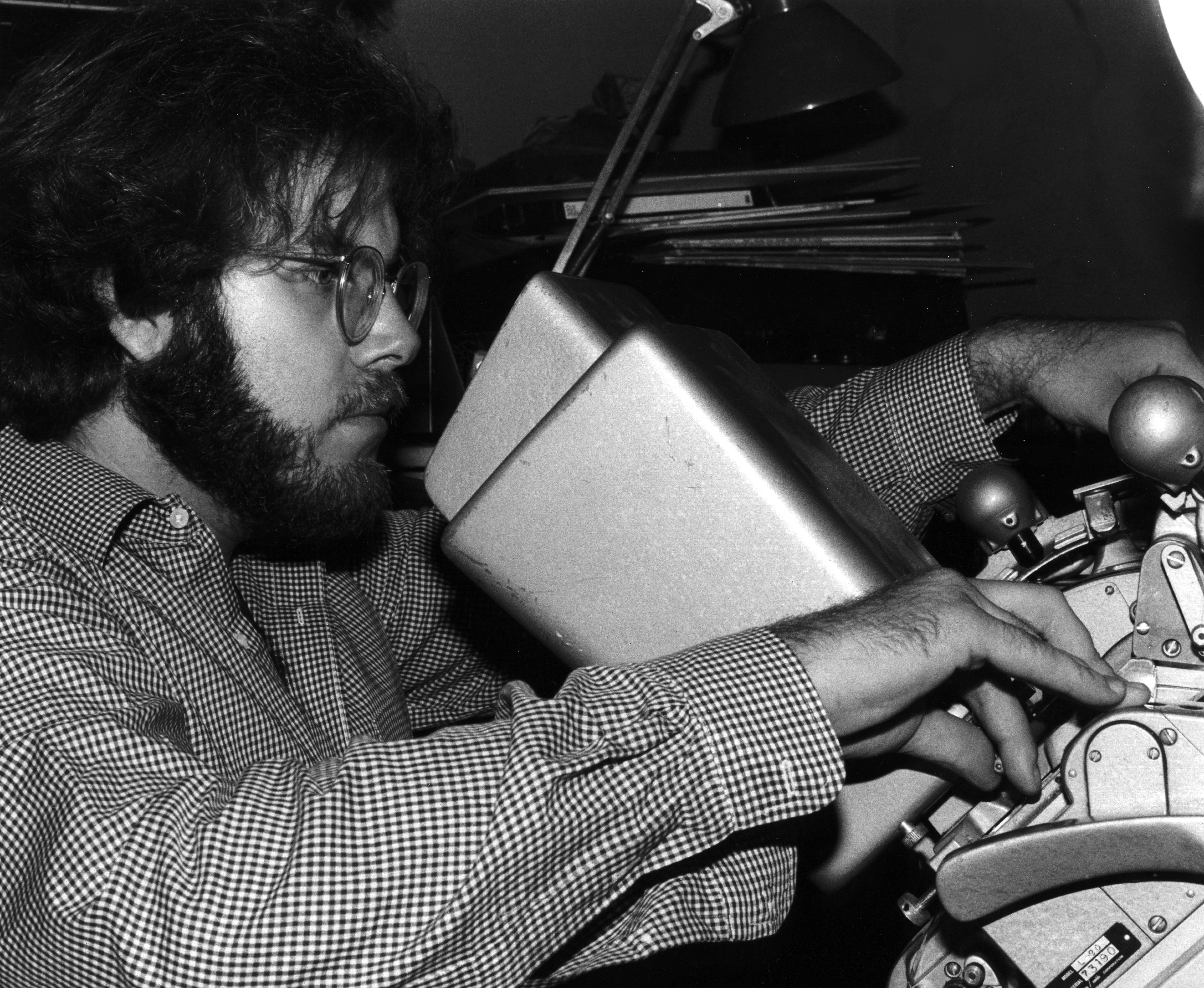
Le cinéaste Brad Mays monte son premier long métrage Stage Fright sur une moviola debout, 1987.

De nombreux studios ont rapidement adopté la moviola, notamment Universal Pictures, Warner Bros., Charles Chaplin Studios, Buster Keaton Productions, Mary Pickford, Mack Sennett et Metro-Goldwyn-Mayer. Le besoin d'équipements de montage portables pendant la Seconde Guerre mondiale a considérablement élargi le marché des produits Moviola, tout comme l'avènement du son, des films 65 mm et 70 mm. 

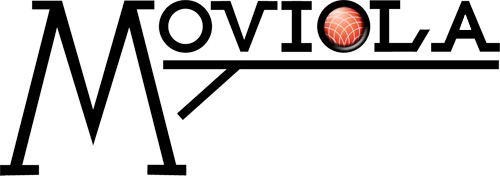
Logo Moviola

Le fils d'Iwan Serrurier, Mark Serrurier, a repris l'entreprise de son père en 1946. En 1966, Mark a vendu Moviola Co. à Magnasync Corporation (une filiale de Craig Corporation) de North Hollywood pour 3 millions de dollars. En combinant les noms, le nouveau nom était Magnasync/Moviola Corp. Le président LS Wayman ordonna instantanément un triplement de la production, et les nouveaux propriétaires réalisaient leur investissement en moins de deux ans.
Wayman a pris sa retraite en 1981 et Moviola Co. a été vendue à J&R Film Co., Inc. en 1984.
Mark Serrurier a accepté un Academy Award of Merit (Oscar statue) pour lui-même et son père pour la moviola en 1979.
Il y a une étoile sur le Hollywood Walk of Fame pour Mark Serrurier en raison de la contribution de Moviola à Motion Pictures.